# Li Keun-hak
Li Keun-hak   (ocupació japonesa de Corea, 7 de juliol de 1940) fou un futbolista nord-coreà de la dècada de 1960.
Fou internacional amb la selecció de futbol de Corea del Nord amb la qual participà a la copa del Món de futbol de 1966 però no hi disputà cap partit.
A nivell de club destacà com a jugador de Moranbong Sports Club.